# 豊和M55G
豊和M55G（ほうわM55G）とは、豊和工業が開発した民生用ガスライフルである。ホーワ55Gの通称でも知られる。

## 概要
豊和工業では第二次世界大戦後、自衛隊に供給する自動小銃やアサルトライフルの生産や、民間向けのボルトアクションライフルの生産を手掛けていたが、1970年代以降は銃身後退式半自動散弾銃を生産していたフジ精機を傘下に収め、ガス圧式半自動散弾銃の供給を開始するなど、日本国内の狩猟銃市場に販売を拡大していた。
M55Gはそうした時代背景の中、1975年（昭和50年）にCO2ガスを利用する連発式空気銃として登場した。当時の日本の空気銃市場では、戦前よりドイツ・ダイアナ社から輸入されていた中折れ単発スプリング式空気銃や、日本国内の競合社である兵林館やシャープ・ライフル（後のシャープ・チバ）などが手掛ける後装単発ポンプ式空気銃などが販売されていたが、射撃前に中折れによるコッキングや、レバーを用いた複数回のポンピングが必須で構造上連発機構の内蔵も難しいといった欠点が存在した。M55Gは1本で15発程度発射可能な二酸化炭素ボンベを先台内部に最大2本内蔵する構造となっており、機関部後部より遊戯銃と類似したスプリング式の管状弾倉により最大5発のペレットを装填することで、ポンピングなどの予備作業無しに複数発の弾丸を素早く連続で発射可能であった。口径は4.5 mmまたは5.5 mmが選択できた。豊和はM55Gの為に専用CO2ガスボンベを石井銃砲店を通じて販売し、日本国内に空気銃用ペレットを供給していたライオン印空気銃弾と共同で、M55G専用ペレットであるライオン印・ジェット弾を開発した。
次弾の装填方式はボルトアクションを採用し、同時期にシャープ・ライフル社が開発したポンプアクション方式のCO2ガスライフルであるシャープ・GR-75や、茨城県の銃器メーカー、太洋銃機が開発した太洋銃機・グランドスラム等と共に、極めて画期的な方式の空気銃として日本の空気銃市場にて三つ巴の競争を繰り広げた。しかし、発射には必ずCO2ガスボンベが必要でランニングコストが高価になりやすく、後に登場したプリチャージ式空気銃と比較して破壊力や飛距離で劣るようになった事、環境中に二酸化炭素を放出すること、日本の狩猟シーズンである冬季には気化熱によりボンベが冷えてしまいガス圧力（威力・飛距離）が低下しやすい事などが嫌忌され、2016年現在ではM55Gの新銃の販売は終了している。
M55Gは同時期に販売されていた民間向け大口径装薬ライフルの豊和ゴールデンベアや豊和M300等と同じく、チークピース付きのクルミ材銃床が装備され、細部の意匠や仕上げも前述の装薬ライフルを兄弟分とするように、当時の空気銃としては過剰品質気味なものが奢られていた為、現在でもその外見を愛好し所持を続ける者も少なくないとされる。専用ガスボンベなどの補修部品の販売も豊和の国内代理店である石井銃砲店を通じて継続されているが、社外のカスタム部品としてプリチャージ式（PCP方式）に改造するキットも販売されている。